# Eudicella cupreosuturalis
Eudicella cupreosuturalis är en skalbaggsart som beskrevs av Thierry Bourgoin 1913. Eudicella cupreosuturalis ingår i släktet Eudicella och familjen Cetoniidae. Inga underarter finns listade i Catalogue of Life.